# Neutropenie
Neutropenie este o afecțiune caracterizată printr-o concentrație scăzută de granulocite neutrofile la nivel sanguin. Neutrofilele sunt celulele albe circulante majoritare din sânge și sunt linie de apărare primară asupra infecțiilor, distrugând bacteriile, fragmentele bacteriene și virusurile legate de imunoglobuline. Pacienții cu neutropenie vor fi astfel mai susceptibili la dezvoltarea infecțiilor bacteriene, iar fără tratament boala poate evolua la septicemie letală.